# Mal-d1

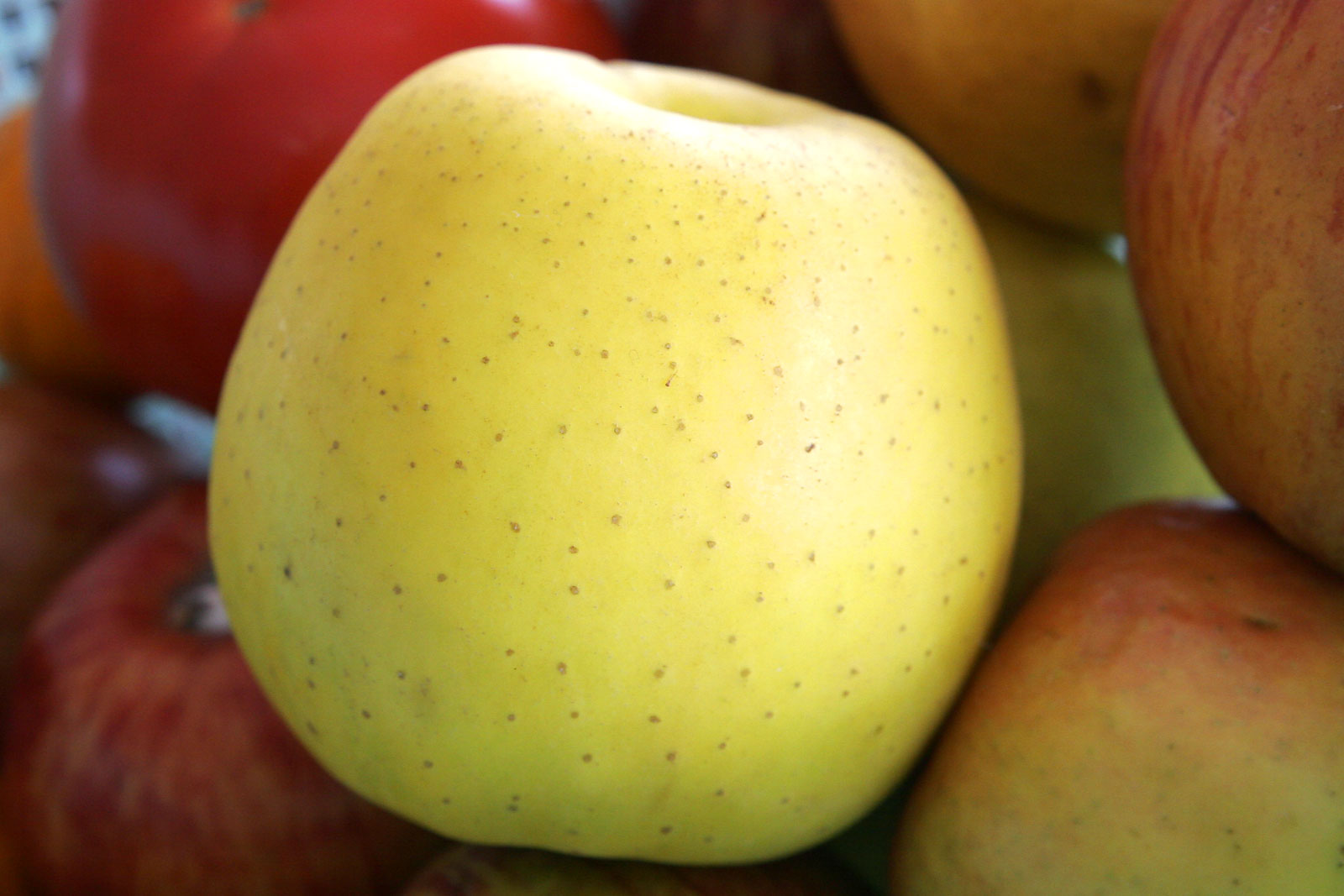
Golden delicious är en äpplesort med hög halt av Mal-d1.

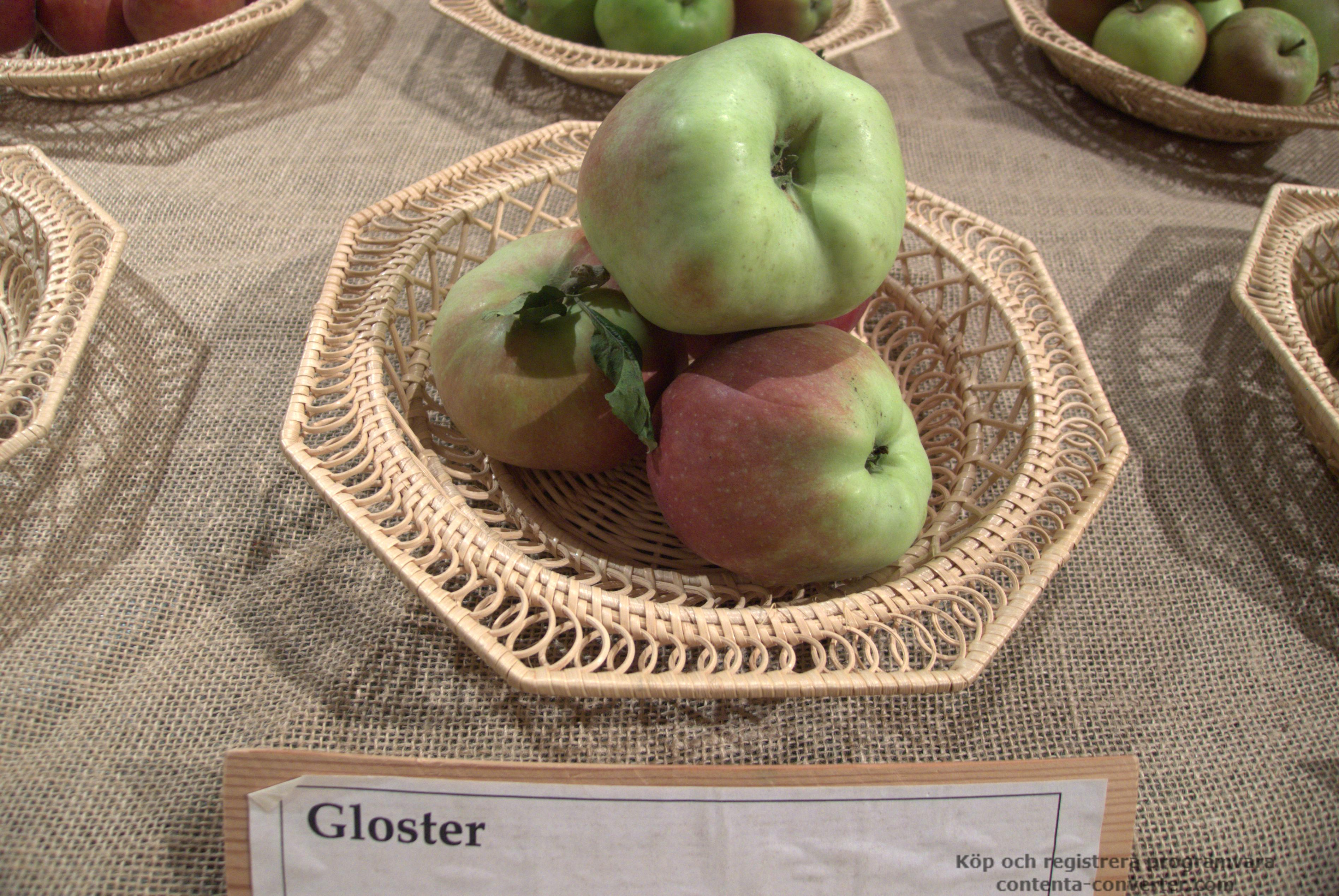
Äpplesorten Gloster innehåller en liten mängd Mal-d1.

Mal-d1, även Mal d I eller Mal d 1, är ett protein som förekommer i äpplen. Det är huvudorsaken till att vissa personer är allergiska mot äpplen. Mängden Mal-d1 i frukten varierar mellan olika äpplesorter.

## Släktskap med björk
Mal-d1 ingår i Bet-v1-proteinfamiljen, där själva Bet-v1 är ett vanligt allergen (allergiframkallande ämne) i björkpollen. Därför är många björkpollenallergiker även allergiska mot äpplen.

## Olika äpplesorter
Mal-d1-halten skiljer sig åt mellan olika sorter. Katja, Discovery och Lobo – har så låga halter att de oftast även kan ätas av äppelallergiker.
Bland de sorter som har en ovanligt hög halt av Mal-d1 återfinner man bland annat Greensleeves och Västmanlands landskapsäpple Fagerö.

### Mal-d1-halter
Nedan listas uppmätta halter av Mal-d1 (per 100 gram):
- Golden delicious – 4,5 mg
- Royal gala – 1,8 mg
- Granny Smith – 1,6 mg
- Idared – 0,8 mg
- Jona gold – 0,7 mg
- Jamba – 0,5 mg
- Gloster – 0,4 mg

### Högst halt i skalet
Halten av Mal-d1 är i allmänhet högre i skalet än i fruktköttet.
Tester vid SLU har visat att halten av Mal-d1 ofta kan bero på lagringstiden. I vissa testade äpplesorter ökade mängden av ämnet i fruktköttet efter några veckors lagring, medan andra sorter inte påverkades alls av lagringen.

## Uppvärmning
Mal-d1 är en värmekänsligt protein. Det innebär att halten av ämnet sjunker efter uppvärmning, vilket är orsaken till att äppleallergiker ofta ändå kan äta exempelvis äpplekaka och äpplemos. Några sekunders uppvärmning i mikrovågsugn kan också göra stor skillnad för mängden Mal-d1.

## Källhänvisningar
1. ↑  "P43211  (MAL11_MALDO)". Uniprot.org, 2014-01-19. Läst 28 juni 2014. (engelska)
2. ↑  "BetVI family". Uniprot.org. Läst 28 juni 2014. (engelska)
3. 1 2 3  "Äppelallergi": Alltomallergi.se. Läst 28 juni 2014.
4. 1 2 3 4  "Ännu nyttigare äpplen". Arkiverad 26 juli 2014 hämtat från the Wayback Machine. Slu.se. Läst 28 juni 2014.